# The Story of the Clash, Volume 1
The Story of the Clash, Volume 1 è un album raccolta dei Clash pubblicato nel 1988, contenente i maggiori successi della band londinese.

## Tracce

### Disco 1
1. The Magnificent Seven (Clash) - 4:29
2. Rock the Casbah (Clash) -	3:42
3. This Is Radio Clash (Clash) - 4:10
4. Should I Stay or Should I Go (Clash) - 3:08
5. Straight to Hell (Clash) - 5:31
6. Armagideon Time (Jackie Mittoo, Williams) - 3:51
7. Clampdown (Jones, Strummer) - 3:49
8. Train in Vain (Jones, Strummer) - 3:10
9. The Guns of Brixton (Paul Simonon) - 3:10
10. I Fought the Law (Sonny Curtis) - 2:40
11. Somebody Got Murdered (Clash) - 3:35
12. Lost in the Supermarket (Jones, Strummer) - 3:47
13. Bankrobber (Jones, Strummer, Dread) - 4:34

### Disco 2
1. (White Man) in Hammersmith Palais (Jones, Strummer) - 4:01
2. London's Burning (Jones, Strummer) - 2:11
3. Janie Jones (Jones, Strummer) - 2:05
4. Tommy Gun (Jones, Strummer) - 3:17
5. Complete Control (Jones, Strummer) - 3:14
6. Capital Radio (Jones, Strummer) -	5:20
7. White Riot (Jones, Strummer) - 1:59
8. Career Opportunities (Jones, Strummer) - 1:52
9. Clash City Rockers (Jones, Strummer) - 3:49
10. Safe European Home (Jones, Strummer) - 3:51
11. Stay Free (Jones, Strummer) - 3:41
12. London Calling (Jones, Strummer) - 3:20
13. Spanish Bombs (Jones, Strummer) - 3:18
14. English Civil War (Tradizionale riarrangiato da Jones, Strummer) - 2:35
15. Police & Thieves (Junior Murvin, Lee "Scratch" Perry) - 6:00

## Formazione
- Joe Strummer — voce, chitarra ritmica
- Mick Jones — chitarre elettriche, voce
- Paul Simonon — basso, cori; voce in The Guns of Brixton
- Topper Headon — batteria, percussioni; pianoforte, basso e battiti di mani in Rock the Casbah
- Terry Chimes — batteria in London's Burning, Janie Jones, White Riot, Career Opportunities e Police & Thieves

Altri musicisti
- Mickey Gallagher — tastiere in The Magnificent Seven; organo Hammond in Armagideon Time; piano elettrico in Train in Vain
- Mikey Dread — effetti sonori in Bankrobber

Crediti
- The Clash — produttore
- Guy Stevens — produttore
- Sandy Pearlman — produttore
- Mickey Foote — produttore in London's Burning, Janie Jones, White Riot, Career Opportunities e Police & Thieves
- Bill Price — ingegnere del suono